# كأس ديفيز 2008
كأس ديفيز 2008 هو الموسم 97 من  كأس ديفيز. أقيم خلال الفترة 8 فبراير 2008 وحتى 23 ديسمبر 2008، وفاز فيه منتخب إسبانيا لكأس ديفيز.